# Гэнкан
Гэнкан (яп. 玄関) — зона у входной двери, традиционная для японских домов и квартир, представляет собой комбинацию крыльца и прихожей. Гэнкан предназначен для того, чтобы входящие в дом люди сняли обувь, прежде чем попасть в основную часть дома. Также перепад между уровнями полов задерживает грязь и пыль, которая может попадать в квартиру с улицы (аналог русских сеней). Плиточный или бетонный пол гэнкан называется татаки (三和土).

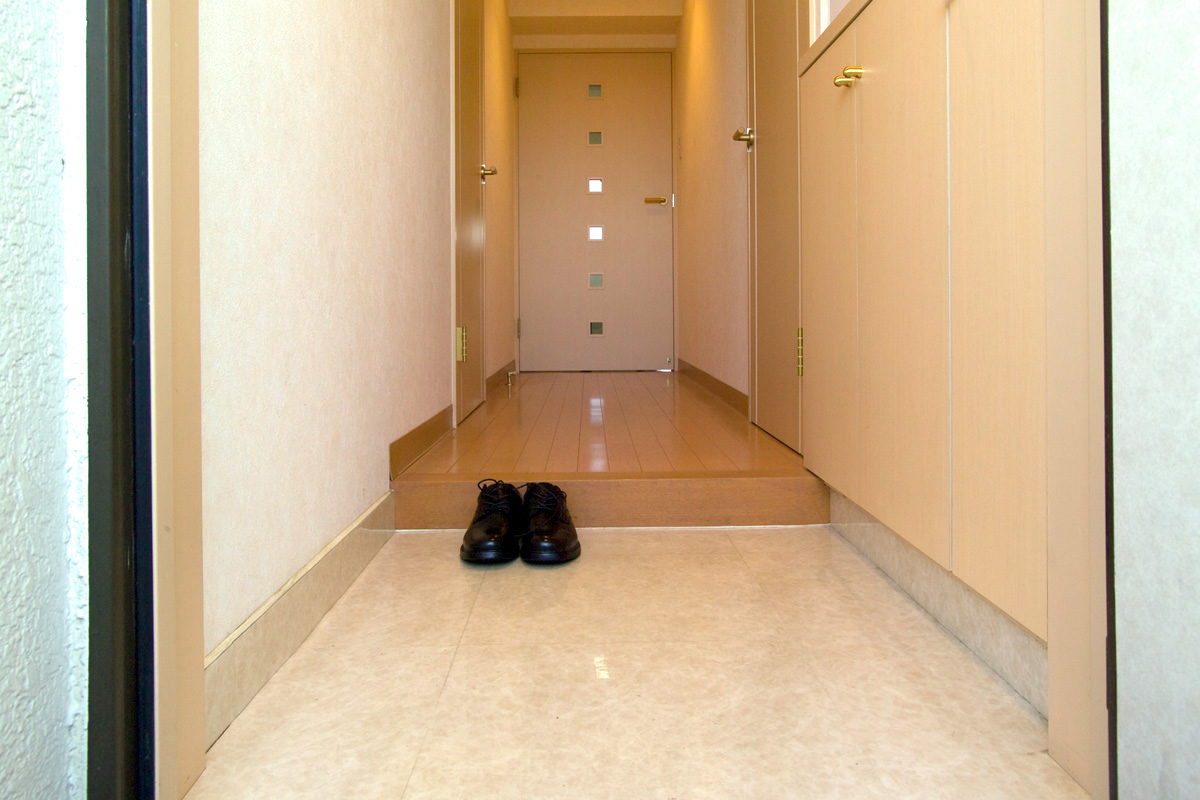
Гэнкан в японской квартире, вид от входной двери

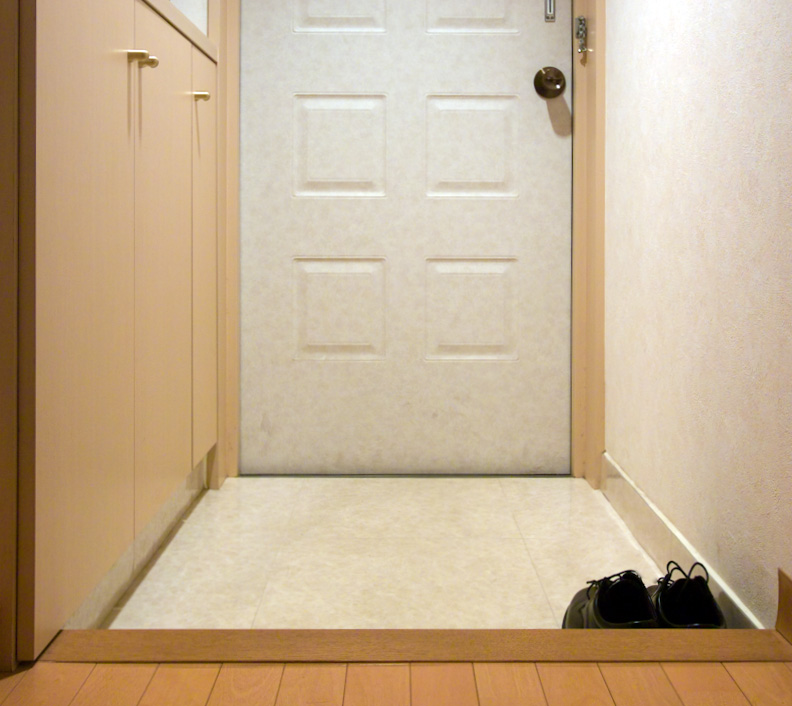
Гэнкан, вид на входную дверь

Оставшуюся в гэнкан обувь обычно ставят на полу по направлению к входной двери, чтобы потом её можно было легко надеть, либо её ставят в гэтабако. После того как входящий снял обувь, он не должен наступать на пол гэнкан, чтобы не занести грязь в дом. Оказавшись в основной части дома, входящий надевает тапочки или сменную обувь (увабаки).
Гэнкан можно встретить не только в жилых домах, часто он встречается в старомодных фирмах. В школах и сэнто (общественные бани) гэнкан оборудован запирающимися шкафчиками или полками для обуви.

## История
Традиция снимать обувь перед входом в дом существует с незапамятных времён, на неё не повлияла вестернизация японского жилища, начавшаяся в период Мэйдзи (1868—1912).

## Южная Корея
В Южной Корее аналог гэнкан называется хёнван (현관), он встречается практически повсеместно в частных домах, а также в некоторых старых зданиях и в чимчильбанах — общественных банно-развлекательных комплексах.